# Ward Williams
Ward M. Williams (26 de junho de 1923 — 17 de dezembro de 2005) foi um jogador norte-americano de basquete profissional que disputou uma temporada na National Basketball Association (NBA). Foi selecionado pelo Fort Wayne Pistons como a oitava escolha geral no draft da BAA (hoje NBA) em 1948. Participou de 53 partidas pelos Pistons na temporada 1948–49.